# Kręciwilk (Częstochowa)
Kręciwilk – osiedle w Częstochowie należące do dzielnicy Błeszno.
W pobliżu osiedla położony jest Bugaj. Od pozostałej części Błeszna oba osiedla oddziela aleja Wojska Polskiego. Kręciwilk położony jest w sąsiedztwie obszarów leśnych.
Po koniec XIX wieku Kręciwilk należał do gminy Rędziny oraz do parafii Poczesna. Do Częstochowy został włączony w 1952 roku.